# Temple Huangze
Le temple Huangze (皇泽寺, Huangzesi) est un temple bouddhiste qui se situe dans la ville de Guangyuan dans le Sichuan en Chine sur la rive ouest du Jialing au pied du Wulongshan. Il est célèbre pour ses nombreux Bouddhas sculptés dans la pierre de la montagne derrière le cloître dans plusieurs douzaines de grottes. Elles datent de l'époque des dynasties Zhou du Nord (557-581), Sui (581-618) et Song (960-1279).
Le temple a été fondé à l'époque de l'impératrice Wu Zetian (624-705) originaire de cette province. Il s'appelait alors Wunusi (乌奴寺) et a ensuite aussi été appelé Chuanzhu miao ( 川主庙). Les bâtiments actuels datent de la dynastie Qing (1644-1912). Le site est classé dans la liste des monuments historiques (1-43) depuis 1961 et est situé à proximité de la falaise des mille bouddhas.

## Galerie de photos

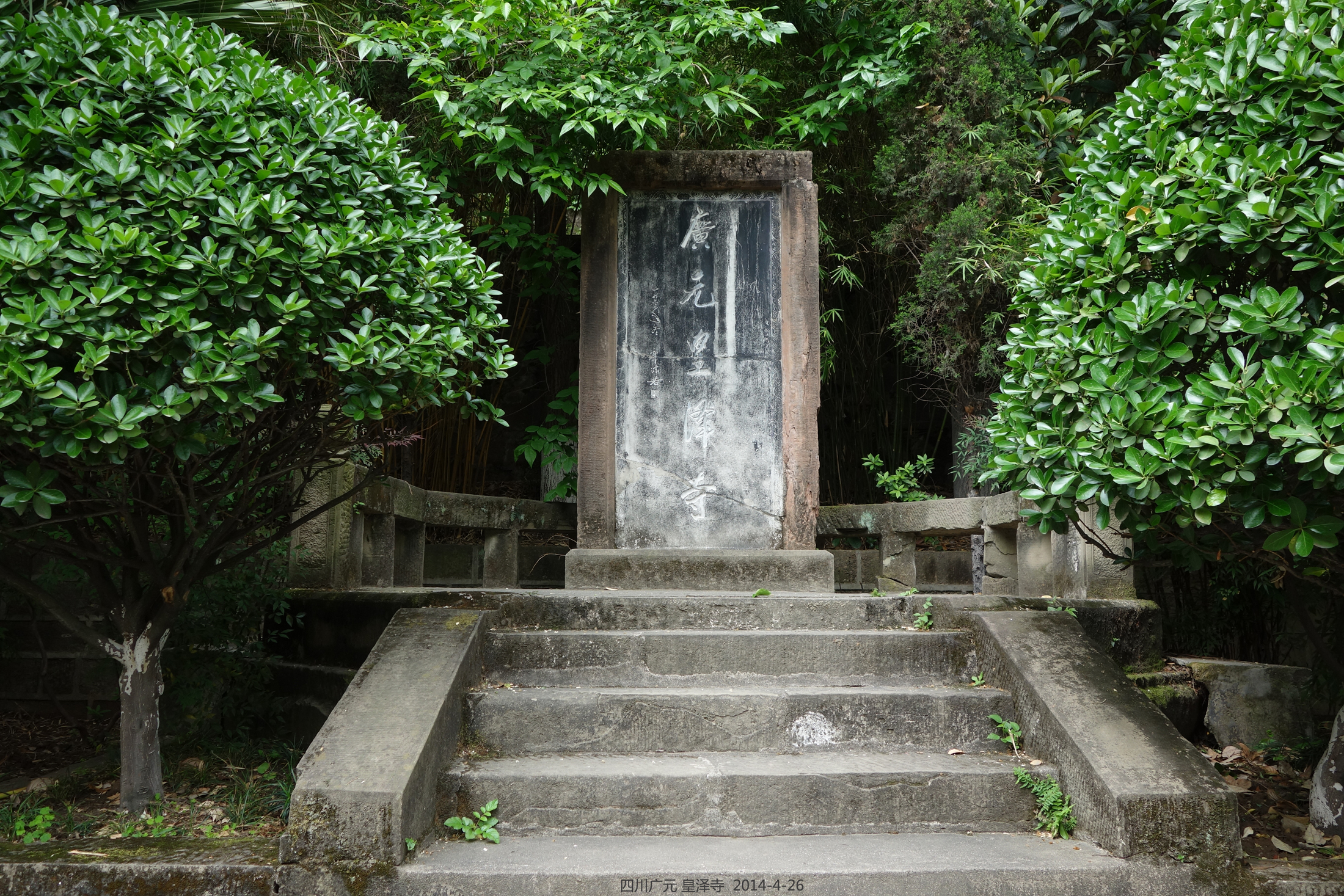
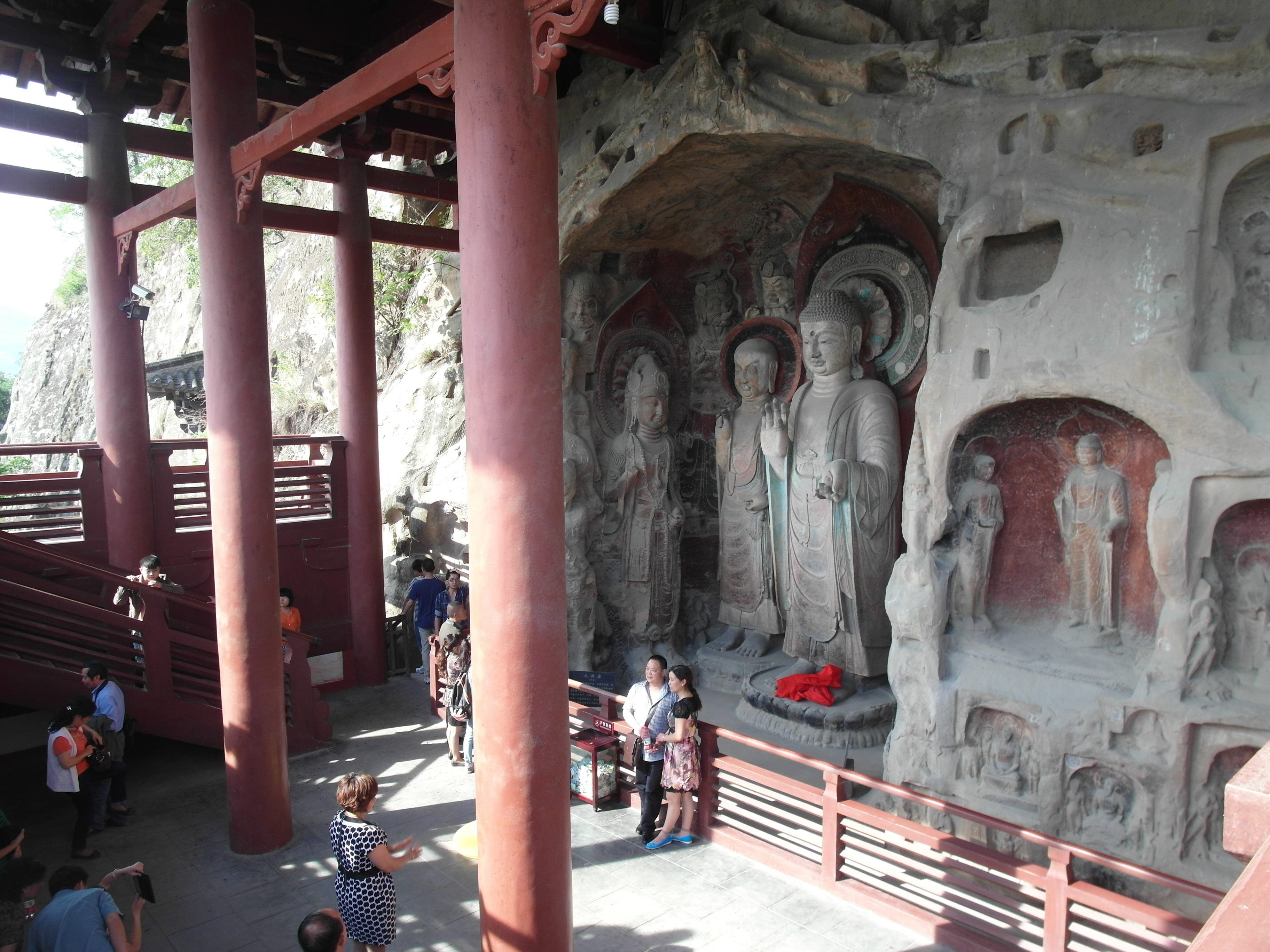
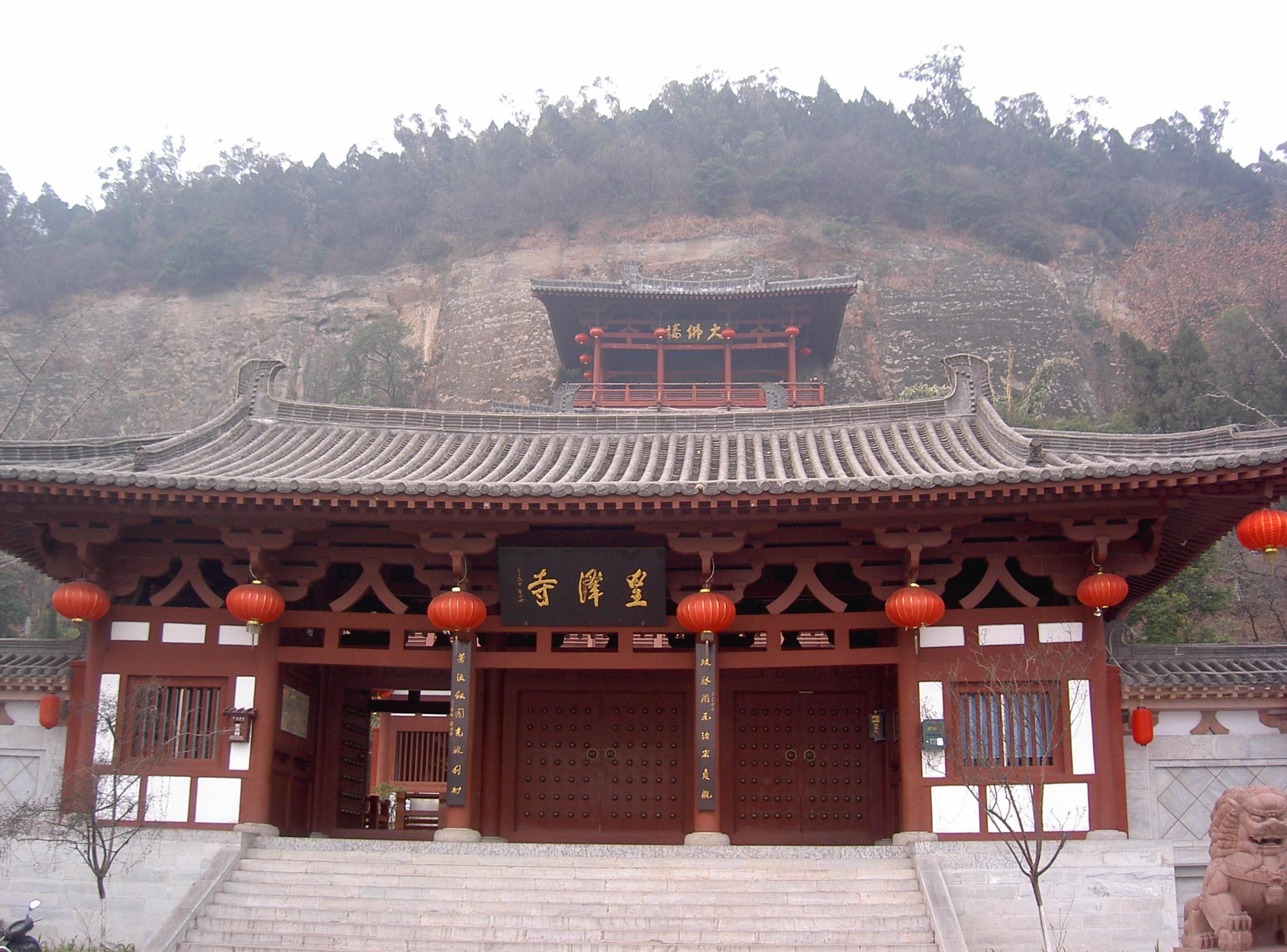
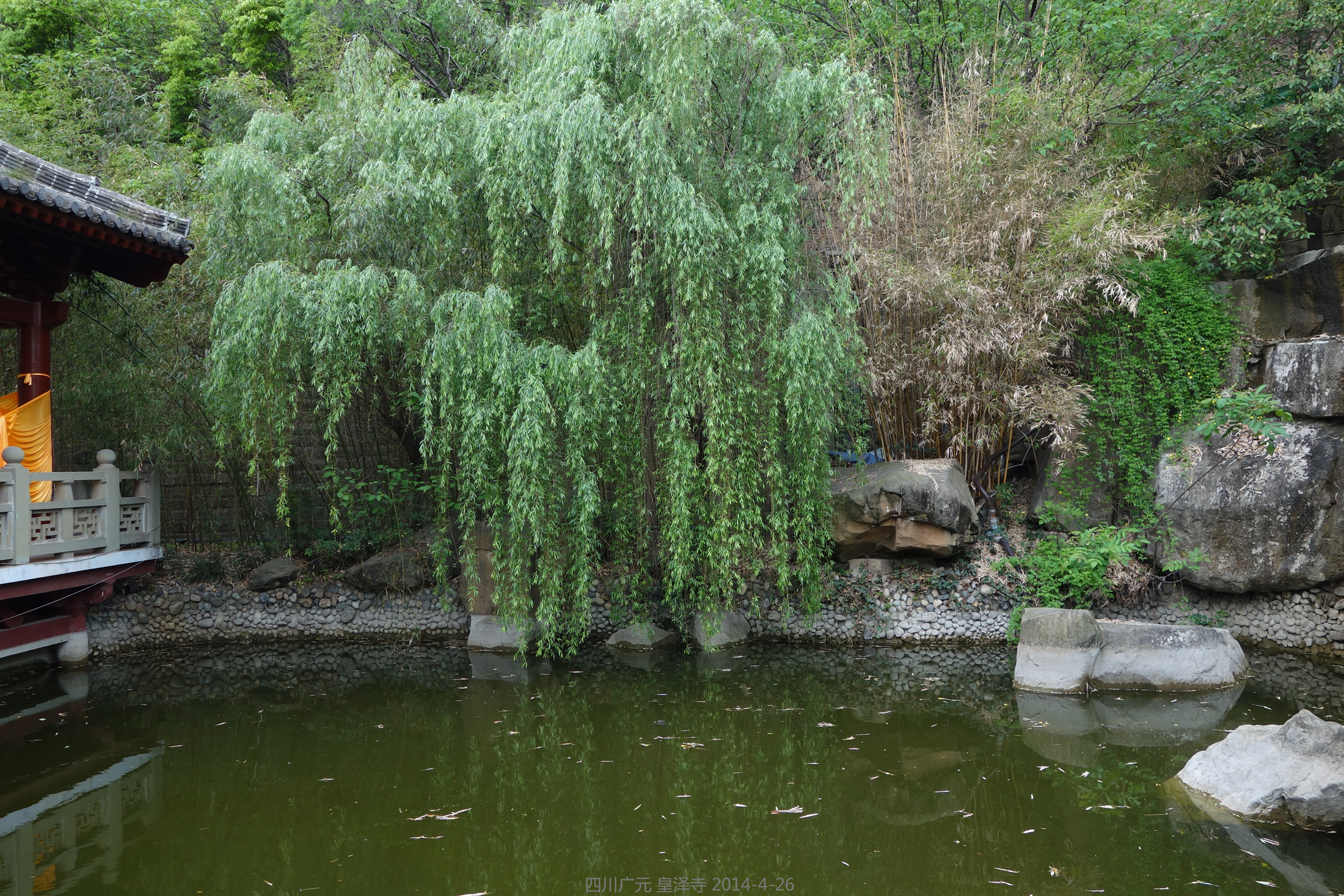